# برنامج المسافر الدائم

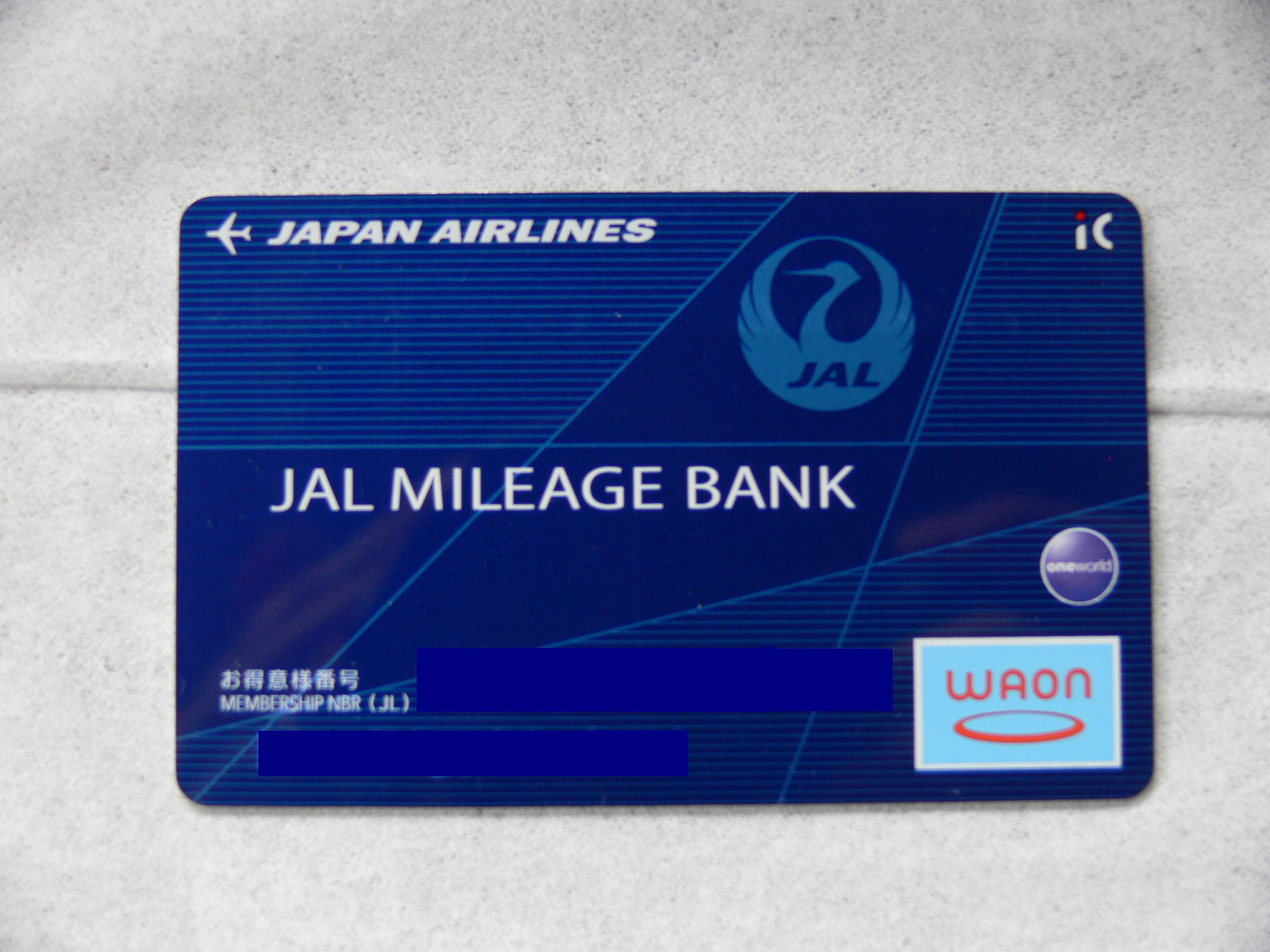

برنامج المسافر الدائم (بالإنجليزية: FFP : Frequent Flyer Program)‏، هو برنامج يقدم من قبل شركات الطيران حول العالم، ويتضمن مجموعه من المزايا والامتيازات التي تهدف إلى جعل رحلات المسافرين أكثر جدوى. بعد الانتساب إلى البرنامج يتمكن الاعضاء من الوصول إلى مجموعه متنوعة من الخدمات الشخصية، منها كسب مكافآت أميال المسافر الدائم التي يمكن استبدالها برحلات مجانية أو ترقيه إلى درجة سفر أعلى بالإضافة إلى مجموعه من الامتيازات الاستثنائية التي تهدف إلى جعل سفرهم أسهل من ذي قبل بما في ذلك زيادة في وزن الأمتعة المسموح بها وأولوية في قائمة الانتظار. تخضع القواعد وتختلف والقيود لبرنامج المسافر الدائم من شركة طيران لأخرى.

## مزايا البرنامج
- برنامج المسافر الدائم هو عالم المزايا الحصرية والمكافآت المميزة للبرنامج المقدم من شركات الطيران حول العالم (برامج منفصلة).[1]
- يتمتع أعضاء برنامج المسافر الدائم بمزايا وخدمات متعددة، رحلات مجانية وترفيع درجة السفر مع زيادة مجانية في وزن الأمتعة وأولوية على قائمة الانتظار وغيرها.
- يمكن لأعضاء برنامج المسافر الدائم الوصول إلى شبكة واسعة من خطوط الطيران العالمية -في تحالف «سكاي تيم»- إلى جانب الحصول على أميال المكافآت واستبدالها عبر شبكة “سكاي تيم”.
- يستفيد أعضاء برنامج المسافر الدائم من مجموعة العروض والمكافآت العديدة والحصول على المزيد من الخدمات المختارة من شركاء تحالف “سكاي تيم” من خلال شراكات عالمية لبرنامج المسافر الدائم التي تتضمن بنوك، فنادق، شركات تأجير السيارات، شركات الاتصالات وغيرها ليحصل أعضاء برنامج المسافر الدائم على أميال المكافآت ومزايا إضافية.

## برامج المسافر الدائم حول العالم
جدول يوضح بعض أسماء عضويات برنامج المسافر الدائم حول العالم.
| برنامج المسافر الدائم          | شركة الطيران                    |
| ------------------------------ | ------------------------------- |
| برنامج (Aerolíneas Plus)       | الخطوط الجوية الأرجنتينية       |
| برنامج (Club Premier)          | الخطوط الجوية المكسيكية         |
| برنامج (Flying Blue)           | الخطوط الجوية الإسبانية         |
| برنامج (Flying Blue)           | الخطوط الجوية الفرنسية          |
| برنامج (Aeroflot Bonus)        | الخطوط الجوية الروسية           |
| برنامج (MilleMiglia)           | الخطوط الجوية الإيطالية         |
| برنامج (Dynasty Flyer Program) | الخطوط الجوية التايوانية        |
| برنامج (SkyPearl Club)         | الخطوط الجوية الصينية الجنوبية  |
| برنامج (Eastern Miles)         | الخطوط الجوية الصينية الشرقية   |
| برنامج (OK Plus)               | الخطوط الجوية التشيكية          |
| برنامج (SkyMiles)              | خطوط دلتا الجوية                |
| برنامج (Flying Blue)           | الخطوط الجوية الملكية الهولندية |
| (Egret Club)                   | خطوط زيامن الجوية               |
| برنامج الفرسان                 | الخطوط الجوية السعودية          |
| برنامج (Golden Lotus Plus)     | الخطوط الجوية الفيتنامية        |
| برنامج (SKYPASS)               | الخطوط الجوية الكورية           |
| برنامج (Flying Blue)           | الخطوط الجوية الرومانية         |
| برنامج سيدر مايلز              | الخطوط الجوية اللبنانية         |
| برنامج (Flying Blue)           | الخطوط الجوية الكينية           |